# Asaf Messerer
Asaf Mikhailovich Messerer (Vilna, 19 de noviembre de 1903-Moscú, 7 de marzo de 1992) fue un bailarín, maestro de ballet, coreógrafo y publicista ruso. Ganador de dos premios Stalin (1941, 1947) y un Artista del Pueblo de la URSS (1976). Representante de la dinastía artística Messerer-Plisetsky.

## Biografía
Asaf Messerer nació en las afueras de Snipishki en Vilna, Lituania, en la familia del dentista Mendel Berkovich Messerer (1866-1942) y Sima Moiseevna Shabad (1870-1929), que tuvo 9 hijos más (Penina, Mattany, Moses, Rachel, Azariy, Elisheva, Shulamith, Emmanuel, Aminadav). El padre vino de Dolginovo, la madre de Antokol.
Estudió en una Realschule, se dedicó a los deportes e iba a convertirse en arqueólogo. En 1918-1919 estudió en el estudio de Mikhail Mordkin; en 1919-1921, en la escuela de ballet del Teatro Bolshoi (ahora la Academia de Coreografía de Moscú) con Alexander Gorsky.
Después de graduarse de la escuela de ballet en 1921, fue aceptado en la compañía de ballet del Teatro Bolshoi. Trabajando en él hasta 1954, bailó casi todas las partes solistas principales de los ballets clásicos rusos y extranjeros, así como los ballets soviéticos modernos.

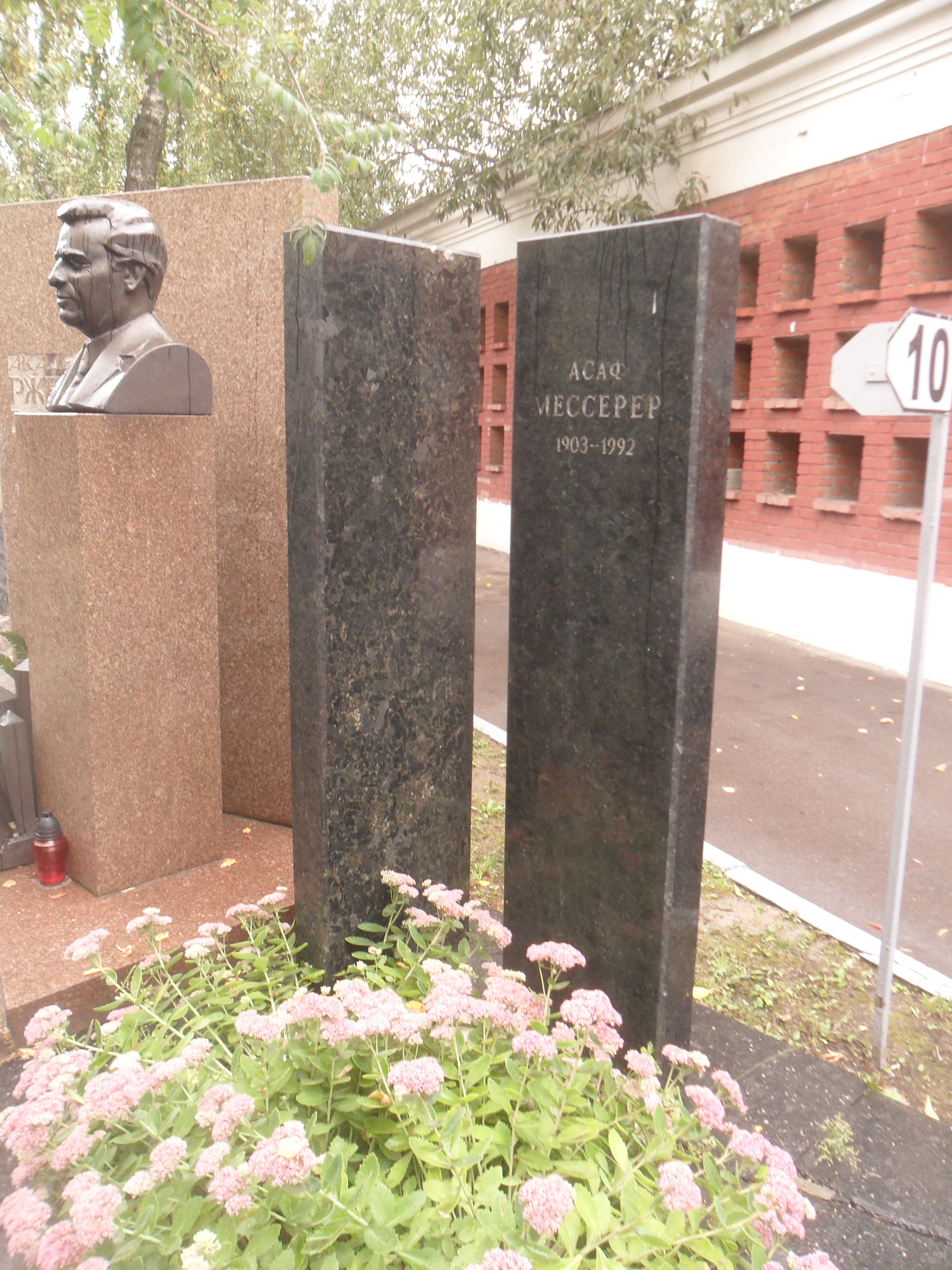
La tumba de Messerer en el cementerio de Novodevichy en Moscú.

Desde mediados de la década de 1920, comenzó a probarse a sí mismo como coreógrafo. Al principio, colaboró con Vsévolod Meyerhold en el campo de las producciones experimentales, pero después de la derrota de la vanguardia teatral soviética, se volvió hacia la forma de ballet dramático que dominaba en ese momento. Realizó representaciones de ballet y bailes completos en óperas, así como números de conciertos individuales, que a menudo interpretó él mismo. A fines de la década de 1920, trabajó como director en el Teatro de Pequeñas Formas de la Blusa Azul de Moscú.
Participó en giras en el extranjero: Dinamarca, Suecia, Francia, Alemania, México, Estados Unidos, China y otros países. En 8 meses representó 28 ballets en la escuela de ballet de Maurice Béjart.
Como profesor de ballet, primero trabajó en el estudio Dramballet (1920-1928), en el estudio nocturno del Teatro Bolshoi (1921-1923) y en GITIS, en 1923-1960 en la Academia estatal de coreografía de Moscú. Desde 1946, impartió clases en el Teatro Bolshoi, luego también enseñó en el extranjero: Bruselas (1961-1962), Hungría, Polonia.
Autor de los libros Lecciones de Danza Clásica (1967) y Danza. Pensamiento. tiempo (1979).
Asaf Messerer murió el 7 de marzo de 1992 en Moscú. Fue enterrado en el Cementerio Novodévichi.

### Familia
- Anel Sudakevich (1906-2002): Primera esposa. Actriz, diseñadora de vestuario.
  - Boris Messerer (1933): Hijo. Diseñador de teatro, escenógrafo, profesor. Académico de la Academia Rusa de las Artes (1997). Artista del Pueblo de la Federación Rusa (1993).
- Irina Tikhomirnova (1917-1984): Segunda esposa. Bailarina, profesora de ballet. Artista de Honor de la RSFSR (1951).
- Sulamith Messerer (1908-2004): Hermana. Bailarina, campeona de la URSS en natación, profesora en el Ballet de Tokio y la compañía de ballet del Royal Opera House. Artista del Pueblo de la RSFSR (1962), laureada con el Premio Stalin, I grado (1947).
- Rachel Messerer (1902-1993): Hermana. Actriz de cine mudo.
- Azariy Azarin (1897-1937): Hermano. Actor, director artístico del Teatro Dramático de Moscú que lleva el nombre de M. N. Yermolova. Artista de Honor de la RSFSR (1935).
- Maya Plisétskaya (1925-2015): Sobrina. Bailarina de ballet, coreógrafa. Héroe del Trabajo Socialista (1985). Artista del Pueblo de la URSS (1959).
- Azari Plisetsky (nacido en 1937): Sobrino. Bailarín de ballet, profesor y coreógrafo. Artista de Honor de la RSFSR (1976).
- Naum Azarin (1934-1989): Sobrino. Bailarín de ballet, profesor. Artista de Honor de la RSFSR (1985)
- Azari Messerer (1939-2017): Sobrino. Periodista, traductor, conferencista, pianista, teórico de los medios de comunicación soviéticos y estadounidenses.
- Mikhail Messerer (1948): Sobrino. Bailarín de ballet rusobritánico, maestro de ballet jefe del Teatro Mijáilovski.

### Casa
- Casa número 15 en la Calle Tverskaya (se instaló una placa conmemorativa en la fachada).

## Obra coreográfica

### Divertimentos
- 1921 — «El espejo mágico» con música de Arseny Koreshchenko
- 1922 — «El lago de los cisnes» con música de Piotr Ilich Chaikovski
- 1922 — «El cascanueces» con música de Piotr Ilich Chaikovski
- 1922 — «La fille mal gardée» con música de Peter Ludwig Hertel
- 1922 — «Raymonda» con música de Aleksandr Glazunov
- 1923 — «Petrushka» con música de Ígor Stravinski
- 1923 — «Le Corsaire» con música de Adolphe Adams, Léo Delibes, Riccardo Drigo, Cesare Pugni
- 1923 — «La bayadera» con música de Ludwig Minkus
- 1924 — «Les Millions d'Arlequin» Riccardo Drigo
- 1924 — «El caballito jorobado» con música de Cesare Pugni
- 1924 — «Coppélia» con música de Léo Delibes
- 1925 — «José el hermoso» con música de Sergei Vasilenkoо
- 1925 — «Teolinda» con música de Franz Schubert, в инструментовке Dmitry Rogal-Levitsky
- 1926 — «La Esmeralda» con música de Cesare Pugni
- 1926 — «La bella durmiente» con música de Piotr Ilich Chaikovski
- 1927 — «Amapola roja» con música de Reinhold Glière (coreógrafos Vasili Dmitrievich Tikhomirov, Lev Aleksandrovich Lashchilin)
- 1930 — «Futbolista» con música de Alexander Tsfasman
- 1930 — «Las estaciones» con música de Aleksandr Glazunov
- 1932 — «Pierrot y Pierrette» con música de Riccardo Drigo
- 1932 — «Salambó» con música de Andrei Arends
- 1935 — «Tres hombres gordos» con música de Viktor Oransky
- 1936 — «La fuente de Bajchisarái» con música de Borís Asafiev
- 1938 — «El prisionero del Cáucaso» con música de Б. Асафьева
- 1939 — балетный номер из оперы «Иван Сусанин» con música de Mijaíl Glinka
- 1940 — «Don Quijote» con música de Ludwig Minkus
- 1945 — «La cenicienta» con música de Serguéi Prokófiev
- 1947 — «Llamas de París» con música de Borís Asafiev
- «Vals» con música de Moritz Moszkowski, «Melodía» con música de Christoph Willibald Gluck, «Aguas primaverales» con música de Serguéi Rajmáninov, «San Sebastián» con música de Aleksandr Skriabin, «Vals» con música de Aram Jachaturián.

### Producciones
- 1925 — «El hada de las muñecas» con música de Josef Bayer (bajo el título "La hechicera de las muñecas", junto con E. Dolinskaya, Teatro Bolshoi, actuación de la Escuela Coreográfica de Moscú (MHU)
- 1926 — «La guerra de los juguetes» con música de Robert Schumann (Estudio "Drambalet", Moscú)
- 1926 — «Juegos de baile» con música de diferentes compositores (Estudio "Drambalet", Moscú)
- 1927 — «Bailes deportivos» con música de diferentes compositores (Estudio "Drambalet", Moscú)
- 1930 — «La fille mal gardée» con música de Peter Ludwig Hertel (junto con I. Moiseev, Teatro Bolshoi, en el escenario del Teatro Experimental)
- 1936 — «La bella durmiente» con música de Piotr Ilich Chaikovski (junto con A. Chekrygin y B. Mordvinov, Teatro Bolshoi)
- 1937, 1951 — «El lago de los cisnes» con música de Piotr Ilich Chaikovski (Teatro Bolshoi)
- 1951, 1969, 1973 — «El lago de los cisnes» con música de Piotr Ilich Chaikovski (Ópera Nacional de Hungría, Budapest)
- 1952 — «La bella durmiente» con música de Piotr Ilich Chaikovski (junto con M. Gabovich, Teatro Bolshoi)
- 1953 — «A la orilla del mar» con música de J. Yuzelyunas (junto con V. Grivitskas, Teatro nacional de ópera y ballet de Lituania)
- 1960 — «Concierto de clase» con música de Dmitri Shostakóvich, Aleksandr Glazunov (Academia estatal de coreografía de Moscú)
- 1960 — «Lección de baile» con música de Anatoli Liádov, Dmitri Shostakóvich, Aleksandr Glazunov (Academia estatal de coreografía de Moscú)
- 1961 — «Concierto de clase» con música de Dmitri Shostakóvich, Aleksandr Glazunov (Bruselas)
- 1961 — «Lección de baile» con música de A. Lyadov, D. Shostakovich, A. Glazunov (Bruselas)
- 1963 — «Concierto de clase» con música de Д. Шостаковича, А. Глазунова (Большой театр)
- 1972 — «Concierto de clase» con música de D. Shostakovich, A. Glazunov (Dusambé)
- 1973 — «Concierto de clase» con música de D. Shostakovich, A. Glazunov (Kiev)
- 1974 — «Coppélia» con música de Léo Delibes (Gran Teatro de Varsovia, Varsovia)
- «Futbolista» con música de A. Tsfasman, «Vals» con música de Moritz Moszkowski, «Melodía» con música de Christoph Willibald Gluck, «Aguas primaverales» con música de Serguéi Rajmáninov, «Melodía» con música de Antonín Dvořák.

## Filmografía
- 1951 — Большой концерт (Gran concierto)

### Participación en películas
- 1958 — Душой исполненный полет (Vuelo realizado con el alma. Documental)
- 1989 - Asaf Messerer (documental)
- 1990 - Katya y Volodya (documental)

### Material de archivo
- 2003 — La edad de oro de Asaf Messerer (Documental)
- 2012 — Reflexiones de Yuri Rost (Documental)

## Obra escrita
- Clases de danza clásica. Edición de la OMC. - M .: Arte, 1967. - 554 p.
- Danza. Pensamiento. Hora.. Iluminado. grabación de Rena Sheiko; prefacio Bella Akhmadulina. - M .: Art, 1979. - 174, p., retrato, il., l. enfermo.
- Danza. Pensamiento. Hora. — M.: Arte, 1990. — 259 p. — ISBN 5-210-00341-8.

## Premios y reconocimientos
- Artista de Honor de la RSFSR
- Artista del Pueblo de la RSFSR (1951)[5]
- Artista de Honor de la RSS de Letonia (1953)
- Artista del Pueblo de la URSS ( 1976 ) - por sus grandes servicios en el desarrollo del arte musical y coreográfico soviético y en relación con el 200 aniversario del Teatro Estatal Académico Bolshoi de la URSS [6]
- Premio Stalin II grado (1941) - por grandes logros en el campo del arte del ballet
- Premio Stalin, primera clase (1947) - por la interpretación del papel de Philip en el ballet "Las llamas de París " de B. A. Asafiev
- Tres Órdenes de la Bandera Roja del Trabajo (1937, 1951, 1973)
- Orden de la Amistad de los Pueblos (1984)